# Good Girl Gone Bad Live

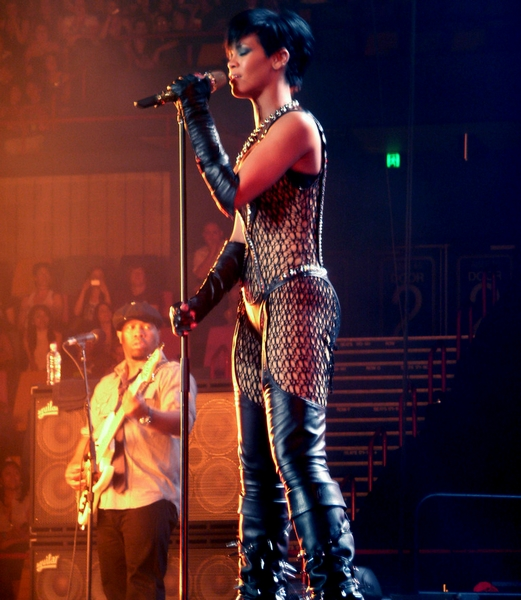
Rihanna live auf ihrer Good Girl Gone Bad Tour, 2008.

Good Girl Gone Bad Live ist die erste Live-DVD/Blu-ray-Veröffentlichung der R&B-Sängerin Rihanna. Sie wurde zunächst am 9. Juni 2008 in Europa veröffentlicht. Die DVD beinhaltet die Show aus der MEN Arena in Manchester, England, während ihrer „Good Girl Gone Bad Tour“ von dem 6. Dezember 2007. Diese DVD war für einen der 51. Grammy Awards für "Best Long Form Music Video" nominiert.

## Inhalt

### Konzert
1. Intro
2. Pon de Replay
3. Break It Off
4. Let Me
5. Rehab
6. Breakin’ Dishes
7. Is This Love (Bob Marley Cover)
8. Kisses Don’t Lie
9. Scratch
10. SOS
11. Good Girl Gone Bad
12. Hate That I Love You
13. Unfaithful
14. Sell Me Candy
15. DJ Kevmo / Don’t Stop the Music
16. Push Up on Me
17. Shut Up and Drive
18. Question Existing
19. Umbrella

### Bonus Material
1. Dokumentarfilm – Dies ist eine Dokumentation über die Reise der Good Girl Gone Bad Tour von November bis Dezember 2007. Rihanna spricht über ihre Outfits, die Setlist, die Band und die Bühne.
2. Hidden Video – Umbrella selbstgemachtes Video von der Crew.

## Kommerzieller Erfolg

### Chartplatzierungen
| ChartsChartplatzierungen       | Höchstplatzierung | Wochen |
| ------------------------------ | ----------------- | ------ |
| Österreich (Ö3)                | 1 (12 Wo.)        | 12     |
| Schweiz (IFPI)                 | 1 (11 Wo.)        | 11     |
| Vereinigte Staaten (Billboard) | 6 (23 Wo.)        | 23     |
| Vereinigtes Königreich (OCC)   | 6 (15 Wo.)        | 15     |

### Auszeichnungen für Musikverkäufe
| Land/Region               | Auszeichnungen für Musikverkäufe (Land/Region, Auszeichnung, Verkäufe) | Verkäufe |
| ------------------------- | ---------------------------------------------------------------------- | -------- |
| Australien (ARIA)         | Platin                                                                 | 15.000   |
| Brasilien (PMB)           | Gold                                                                   | 15.000   |
| Vereinigte Staaten (RIAA) | Gold                                                                   | 50.000   |
| Insgesamt                 | 2× Gold · 1× Platin ·                                                  | 80.000   |

Hauptartikel: Rihanna/Auszeichnungen für Musikverkäufe

## Mitwirkende
Crew
- Anthony Randall (Production Manager)
- JP Firmin (Tour Manager)
- Mark Dawson (Security)
- Fankie Fuccile (Stage Manager)
- Alex MacLeod (Tour Accountant)
- Dave Berrera (Stage Tech)
- Alex Skowron (Lighting Director)
- TJ Thompson (Rigger)
- Simon James (Carpenter)
- David Kirkwood (Front-of-house Engineer)
- Richard Galercki (Monitor Engineer)
- Elizabeth Springer (Wardrobe)

Band
- Rihanna (Hauptsängerin)
- Kevin Hastings (Keyboard)
- Eric Smith (Bass)
- David Haddon (Schlagzeug)
- Adam Ross (Haupt Gitarrist)
- Richard Fortus (Gitarrist September 2008-February 2009)
- Ashleigh Haney (Background-Sängerin)
- Erica King (Background-Sängerin)

Tänzer
- Victoria Parsons (Kapitän)
- Rachel Markarian
- Bryan Tanaka
- Julius Law

Styling
- Ursula Stephen (Haare)
- Mylah Morales (Make-UP)
- Lysa Cooper (Stylist)
- Mariel Haenn (Stylist)
- Hollywood (Stylist)